# Daniel Frassinetti
Daniel Ángel Frassinetti Cabezas (Iquique, 26 de julio de 1939 - Santiago, 9 de abril de 2010) fue un investigador chileno, Curador Emérito del Área de Paleontología del Museo Nacional de Historia Natural de Chile.

## Formación
Daniel Frassinetti nació en la ciudad de Iquique, ubicada al norte de Chile. Se tituló como Profesor de Enseñanza General Básica en la Escuela Normal José Abelardo Núñez, en 1959. En 1995 obtuvo un título en Educación de la Universidad Metropolitana de Ciencias de la Educación. Durante varios años ejerció la docencia en su ciudad natal, hasta que en el año 1971 llega a Santiago.

## Labor en el Museo Nacional de Historia Natural
En 1971, Daniel Frassinetti ingresa a trabajar al MNHN como técnico. Al interior de la institución se transformó en ayudante de investigación y cuatro años después, en 1975 fue nombrado investigador de la Sección de Geología del museo. Dentro del MNHN también fue editor de las publicaciones del museo, específicamente del Boletín y de las Publicaciones Ocasionales. Su línea de investigación se centró en invertebrados marinos fósiles del Terciario en Chile.
En 1991 se transformó en Jefe del Área de Paleontología, cargo que mantuvo hasta 2008, cuando se acogió a jubilación, sin embargo continuó su trabajo en el MNHN, luego de transformarse en Curador Emérito de la institución. Uno de sus grandes aportes en el museo fue el crecimiento de las colecciones paleontológicas del MNHN, particularmente las de moluscos fósiles. En paralelo también estudió los vertebrados fósiles del Pleistoceno en Chile, especialmente caballos y mastodontes.
Frassinetti es señalado por sus colegas por haber instaurado una nueva forma de hacer paleontología en Chile, abriendo las fronteras al establecer vínculos con investigadores extranjeros, así como otros investigadores a lo largo de Chile. En su honor han sido nombradas cuatro especies, Chorus frassinettii, Zonaria (Zonaria) frassinettii, Tricholpetarion frassienetti y Liolaemus frassinetti, por su colega del MNHN, Herman Núñez.